# Amnisos
Amnisos ou Amnissos (em grego: Αμνισός) é um assentamento minoico da Idade do Bronze na costa norte de Creta que foi usado como um porto pela cidade palácio de Cnossos. Está a sete quilômetros a leste de Heraclião em uma praia usada para recreação pelos cidadãos da cidade moderna. Homero o menciona como Cacolímari (Kakolimari; porto mal), local que Ulisses visitou em sua viagem de volta para Ítaca após a Guerra de Troia. Estrabão menciona o sítio como o porto de Minos; especula-se que este seja o porto onde Teseu desembarcou em sua missão de matar o Minotauro. Amnisos é mencionado em alguns tabletes de Linear B, principalmente dos provenientes de Cnossos, como A-MI-NI-SO.
Amnisos foi escavado por Spyridon Marinatos (1928; 1932-1938) e St. Alexiou (1963-1967). Quando foi descoberto, Marinatos o batizou de "Casa dos Lírios" devido aos afrescos florais que retratam lírios encontrados no segundo andar do complexo. A vila tem dez quartos incluindo uma cozinha, uma banheiro, um santuário, um salão com polythyra (sing. polythyron) e dois andares bem como uma quadra pavimentada. Nas proximidades do assentamento estão localizados a minoica caverna de Ilítia e o santuário romano tardio de Zeus Tenata, o que indica que o assentamento foi usado como porto de Cnossos até o século III a.C.